# Odin Sphere
Odin Sphere (オーディンスフィア?, Ōdin Sufia) è un action RPG fantasy giapponese sviluppato da Vanillaware e pubblicato da Atlus in Giappone e nel Nord America nel 2007 e, successivamente, tradotto da Atlus e pubblicato da Square Enix in Europa un anno dopo circa.

Il gioco è considerato l'erede spirituale di Princess Crown, pubblicato dai medesimi team su Sega Saturn nel 1997 e ripubblicato su PSP nel 2005.
Il remake in alta definizione intitolato Odin Sphere: Leifthrasir (オーディンスフィア レイヴスラシル?, Ōdin Sufia Reivusurashiru, o Odin Sphere: Leifþrasir) è stato pubblicato in Giappone per PlayStation 4, PlayStation 3 e PlayStation Vita il 14 gennaio 2016.

## Trama
La pace che vige tra le nazioni di Erion è pericolosamente in bilico: re e regine dei vari territori non fanno che guardarsi l'un l'altro con sospetto, aspettando con impazienza il momento in cui uno di essi mostri un segno di debolezza e mostri il fianco.

Non appena il regno di Valentine viene raso al suolo dal potere di un terribile artefatto, si scatena una sanguinosa guerra tra le fate di Ringford e i guerrieri di Ragnanival. Nessuno sembra accorgersi di recitare la propria parte sul palcoscenico di una profezia dimenticata: questa, una volta compiuta, porterà il mondo intero verso la distruzione.

## Modalità di gioco
Odin Sphere è caratterizzato da cinque storie avente ognuno un proprio protagonista, ambientate in tutte le nazioni diverse del mondo di Erion. Ogni personaggio ha una propria storia e la sua ricorrenza nel gioco lo può portare ad essere il protagonista in un episodio e l'antagonista in un altro. Ognuno di essi possiede un'arma (Psilite) contenente un cristallo in grado di assorbire fozoni, l'energia rilasciata dai personaggi alla loro morte ed elemento alla base delle magie e della crescita delle piante i cui frutti possono essere usati a scopi curativi o alchemici. Gli oggetti, invece, sono di vario tipo e possono essere combinati tra loro: il gioco ne elargirà un po' all'interno di bauli che vengono dati come ricompensa alla fine di ogni schema.
Il gioco ci verrà introdotto da Alice, una ragazzina che, in un attico, ci permette di scegliere tramite la lettura dei libri presenti di quale personaggio vivere le vicende; questo comprende nel menù opzioni un archivio delle storie che permette di comprendere meglio come si intrecciano tra loro le vicende dei vari protagonisti.
Lo stile grafico ripropone digitalmente degli artwork dipinti a mano e l'audio presenta sia il parlato in inglese che in giapponese entrambi con sottotitoli in italiano che una colonna sonora composta da Hitoshi Sakimoto (già autore delle musiche di Final Fantasy XII).

## Evoluzione dei personaggi
Il sistema di evoluzione dei personaggi è un po' diverso da quello tipico degli Action RPG. Tanto per cominciare, le barre di esperienza non sono una ma due -una dedicata alla magia e una dedicata alla vita- e, in secondo luogo, non è l'uccisione dei mostri a riempire le due suddette barre. La barra dell'energia si riempie con l'esperienza guadagnata mangiando cibo e piatti (vedere a tal proposito la sezione "cucina"), mentre quella della magia si riempie raccogliendo i cristalli che i nemici lasciano cadere ogni volta che vengono uccisi o che vengono sprigionati dai processi di alchimia.

## Sistema di combattimento

Una schermata di gioco, con Gwendolyn al centro e due mostri sulla destra

Il sistema di combattimento è in tempo reale, come in ogni altro Action RPG: gli attacchi fisici sono votati all'uso di un unico tasto e il loro utilizzo consuma una barra d'energia (da non confondere con quella della vita): quando essa si svuota il personaggio rimarrà stordito per un breve lasso di tempo; la barra dell'energia si ricarica automaticamente nei periodi in cui non vengono eseguiti attacchi, ad eccezione di quella di Mercedes che non si ricarica in quanto la sua arma (la balestra) va a colpi e viene ricaricata a mano una volta che li si ha esauriti. Assorbire fozoni riduce i tempi di ricarica della barra d'energia. Agli attacchi vengono poi abbinate le magie, utilizzabili grazie alla raccolta dei fozoni: più se ne raccoglie e più si avranno unità d'attacco a disposizione. Le magie, che sono una decina per ogni personaggio, richiedono ognuna un quantitativo di unità d'attacco diverso e richiedono un uso attento perché possono essere subite anche dal giocatore.
Portare a segno degli attacchi fa aumentare un contatore di combo e più alto sarà il contatore più probabilità ci saranno che i nemici, alla loro morte, lascino cadere degli oggetti. Alla fine di ogni scontro si riceverà dei punti in base alla propria prestazione che porteranno ad una classificazione del tipo:
E → D → C → B → A → S
dove E è la valutazione più bassa e S la più alta. Più alta sarà la valutazione, migliori saranno gli oggetti ottenuti alla fine del quadro.
Come negli RPG più classici è presente l'alterazione di stato. Nello specifico, il gioco prevede:
- stanchezza: si raggiunge quando l'esecuzione di molti attacchi consecutivi porta all'azzeramento della barra d'energia. Il personaggio rimane fermo fino a quando la barra non si sarà ricaricata.
- confusione: dopo aver subito un po' di colpi si finisce in stato confusionale e il personaggio rimane stordito per qualche secondo.
- infiammazione: il personaggio soffre gli effetti delle fiamme. Per spegnerle si può usare una pozione guaritrice o spegnerle correndo per lo scenario.
- congelamento: il personaggio rimane congelato per qualche secondo. Gli attacchi nemici possono rompere il ghiaccio
- avvelenamento: il personaggio avvelenato continua a perdere energia fino a quando non si cura. In alternativa l'avvelenamento passa anche da solo, ma con molta lentezza, per accelerare il processo di guarigione, ci si può accovacciare, o bere la pozione "ANTIDOTO"

Ogni alterazione di stato ad eccezione della stanchezza può essere di un livello che va da 1 (il più basso) a 3 (il più alto); qualora fosse di un livello alto, per scomparire dovrebbe prima scendere di livello; ciò comporta che più il livello di alterazione sarà alto è più tempo sarà necessario perché il personaggio guarisca da solo.
C'è ancora un'ultima alterazione che sarebbe la trasformazione in rospo: quando si viene trasformati in rospo non si è in grado di usare le magie né di assorbire fozoni, ma solo di eseguire attacchi fisici (tramite la lingua) e di spostarsi, ma in maniera molto più lenta. Per ritornare allo stato originario l'unico modo è quello di bere la pozione della metamorfosi.
È interessante notare che, a differenza di tutti gli altri RPG e Action RPG, non è l'uccisione dei mostri a far aumentare l'esperienza ma la consumazione di cibo e frutta. Questa, però, è vincolata agli oggetti rilasciati dai mostri morti, dagli oggetti rilasciati dallo scenario una volta completato e dalla crescita delle piante avvenente tramite l'assorbimento dei fozoni rilasciati dai nemici deceduti, rendendo, di conseguenza, il combattimento ugualmente fondamentale.
Nel remake il sistema di combattimento è stato migliorato: la barra dell'energia non si consuma più durante gli attacchi semplici ma solo quando si usano particolari magie, queste si dividono in magie che richiedono una certa quantità di energia e altre che richiedono un numero minimo di fozoni (ciò comunque non implica il materiale consumo di fozoni); è stato quindi rimosso lo stato di stanchezza, rendendo di fatto il combattimento più semplice in quanto quando la barra si consuma si può sempre ricorrere agli attacchi base (salvo per Mercedes che deve periodicamente ricaricare la sua arma manualmente).

## Archivio
Il gioco possiede un archivio all'interno del quale è memorizzato tutto ciò che c'è di importante per il gioco, dalle ricette ai menù (vedi cucina), passando per le pozioni (vedi Alchimia) fino ad arrivare alle leggende che fanno da sfondo agli eventi nerrati nelle storie. In un archivio a parte c'è l'albero genealogico delle storie e dei loro svolgimenti con cui comprendere meglio gli intrecci della trama.

## Equipaggiamenti
Nell'arco dell'avventura si possono ottenere molti oggetti di vario tipo e, principalmente, li si ottiene o in scrigni che possono essere rilasciati dai nemici morti o dal completamento del livello, oppure li si può acquistare dai bazar sparsi per le varie nazioni del regno.
Tutti gli oggetti, le pozioni, i cibi e i potenziamenti acquistati o raccolti nell'esplorazione del regno vengono conservati nell'inventario composto inizialmente da 2 borse contenenti al massimo 8 oggetti l'una; esso è però espandibile tramite l'acquisto di ulteriori borse dalla capienza variabile. Non si possono avere più di 6 borse. Ogni oggetto all'interno delle borse occupa uno spazio indipendentemente dalla sua grandezza; gli oggetti che vengono equipaggiati (come gli anelli o le pietre) continuano ad occupare comunque uno spazio all'interno delle borsa. Le mappe, le ricette e le monete invece sono liberamente accumulabili e non figurano all'interno delle borse.
Ogni personaggio non può equipaggiare più di uno strumento alla volta ed essi si dividono in:
- anelli
- pendagli
- cinture
- pietre

di questi oggetti ce ne sono di diversi tipi per ognuno e hanno tutti caratteristiche variabili.

## Mandragore
Le mandragore sono elementi fondamentali alla fine del gioco e hanno impiego sia nella cucina che nell'alchimia (vedi). Nel gioco ne esistono 5 tipi e hanno una diffusione che varia da nazione a nazione. Nella tabella del mondo di gioco è indicato per ogni Paese quali sono le mandragore più diffuse.

### Alchimia
L'alchimia è basata sull'unione di materie e mandragore. Le materie sono elementi neutri acquistabili in ogni bazar o raccoglibili all'interno dei dungeon del gioco e possono avere più livelli. Durante l'esplorazione dei dungeon, oltre a materie e mandragore si raccolgono anche le ricette alchemiche che insegnano a combinarli; le fusioni alchemiche generano fozoni e più sarà alto il grado della materia fusa e più alto sarà il numero dei fozoni sprigionati. Per far salire il grado della materia è sufficiente fonderla con altre materie, semi, o cibi.
I risultati delle fusioni alchemiche sono pozioni che hanno bonus di vario tipo, della stessa tipologia che di solito si trovano all'interno dei dungeon; queste spaziano dall'indebolimento dell'avversario alla guarigione di determinati alterazioni di stato. L'unica fusione che non è finalizzata al combattimento è quella dello Yogurt, che si ottiene unendo materia e latte; lo Yogurt si utilizza in cucina per determinate ricette.

### Cucina
Durante l'esplorazione dei dungeon è possibile raccogliere mandragore e cibi (di solito si tratta di frutti nati dai semi, ma si possono anche raccogliere gamberi o trasformare pulcini in polli); la loro raccolta è finalizzata alla realizzazione di ricette e menù da consumare al villaggio Puka. Le ricette culinarie, esattamente come quelle alchemiche, vanno raccolte esplorando i dungeon e, una volta raggiunto il villaggio Puka, andranno ad aggiornare i menù del Ristorante "Puka" e della sala da tè "Leprotto". Mangiare i piatti cucinati in questi due luoghi è assolutamente fondamentale all'economia del gioco, in quanto mangiare è l'unico metodo per aumentare di livello e diventare così più forti e i piatti cucinati nel villaggio Puka hanno un concentrato di punti esperienza molto alto. Alcuni di essi sono da asporto, il che li rende l'ideale da usare durante l'esplorazione dei dungeon, in quanto generalmente hanno anche molti punti vita.
Sia i cibi cucinati sia i frutti nati dai semi hanno valori d'esperienza e di punti vita variabili, perciò bisogna farne un uso abbastanza strategico. Bisogna anche tenere a mente che i frutti, se non vengono raccolti per tempo tendono a marcire, con il risultato che danno sempre lo stesso quantitativo d'esperienza, ma ricaricano la barra della vita della metà dei punti che ricaricherebbe lo stesso frutto da sano. Ci sono alcune ricette che richiedono, però, alcuni frutti marciti.
Nel remake è stato aggiunto un terzo ristorante ovvero "Il Ristorante Itinerante di Maury" che diventa disponibile nella storia di ogni personaggio a partire dal suo terzo capitolo. Per chiamare Maury è sufficiente suonare il campanello che si trova in ogni Area di Riposo; tale ristorante non richiede un pagamento monetario ma solo il possesso delle ricette che andranno ad aggiornare progressivamente il menu e della giusta quantità di ingredienti e per la realizzazione del piatto. Nel remake è modificato anche il funzionamento degli altri due ristoranti nel villaggio puka: essi mantengono le monete di Valentine come valuta di scambio ma non richiedono più il possesso degli ingredienti dato che i ristoranti hanno già una scorta illimitata. Per quanto riguarda i menu i due ristoranti puka hanno ricette diverse divise in base a sé si tratta di piatti dolci o salati e sono già completi mentre il menu del ristorante itinerante si aggiorna quando il giocatore trova nuove ricette; a volte sarà lo stesso Maury a proporre nuove varianti di suoi piatti che verranno aggiunte al menu.

## Personaggi
- Gwendolyn: valchiria figlia di Odino che combatte al fianco della sorella Griselda sia per spirito guerriero che per ottenere l'attenzione del padre. Quando la sorella muore sul campo di battaglia, le lascia in custodia la sua lancia. Durante le sue peripezie si imbatterà nel cavaliere oscuro Oswald, nella strega Velvet e in Mercedes, la regina di Ringford, il regno delle fate. Tutti e tre i personaggi sono destinati ad avere un ruolo importante nella sua vita, soprattutto Oswald: i due si innamorano perdutamente.
- Cornelius: principe di Titania; è innamorato perdutamente della giovane principessa decaduta Velvet ed è intenzionato a sposarla anche contro il volere del padre e del gemello di Velvet, Ingway. Un giorno si risveglia nella landa oscura trasformato in un animale antropomorfo Puka e una persona dall'identità sconosciuta gli dona la spada con cui proseguire il cammino che il destino ha in serbo per lui.
- Mercedes: principessa delle fate, figlia della regina Elfaria, si ritroverà a doverla sostituire alla sua morte avvenuta per mano di Odino in tenera età. Purtroppo per lei, suo cugino Melvin è intenzionato a prendere il potere e cercherà in ogni modo di sbarazzarsi di Mercedes, ordinando ad Oswald e a tutte le truppe a suo favore di uccidere sua cugina. Ad aiutarla c'è però un rospo che nasconde un segreto.
- Oswald: giovane combattente che viene raccolto ancora in fasce e allevato da Melvin, membro della famiglia reale delle fate. Questi lo cede al regno delle tenebre per donargli il potere oscuro dell'oltretomba, ma lo rende così vittima delle persecuzioni di Odette. regina dell'oltretomba. Fondamentale nel suo destino si rivelerà essere l'incontro/scontro con la principessa Gwendolyn della quale con il tempo si innamora.
- Velvet: principessa del defunto regno di Valentine, innamorata del principe Cornelius. Sulla sua sorte e su quella di suo fratello gemello Ingway pende una maledizione lanciatagli dalla madre e il suo obiettivo è quello di cancellarla. Si rifugia nel villaggio Puka sotto i Campi di battaglia tempestosi.

Ognuno di essi ha delle vicende che si intrecciano con quelle degli altri e combatte con un'arma creata con gli psiliti, dei potenti cristalli che hanno il potere di assorbire i fozoni (a parte Ingway che non ha nessun potere, anche se la sua vicenda s'intreccerà con alcuni di loro).
A differenza di quanto accade di solito con queste tipologie di giochi, non esistono le "classi" (come guerriero, mago, ladro, ecc.), bensì sono tutti personaggi predefiniti dalle caratteristiche comuni.
Personaggi secondari
- Ingway: Fratello di Velvet e principe del regno decaduto di Valentine è un personaggio non molto rilevante però aiuterà molto Mercedes, la piccola nuova Regina delle fate. Nasconde un grande segreto, e grazie a lei tornerà ad essere umano, visto che era stato trasformato in un rospo.
- Odino: conosciuto anche come Signore dei Demoni, è il sovrano del regno di Ragnanival, a capo degli eserciti dei guerrieri e delle valchirie. Assetato di potere ed ingannatore.
- Generale Brigan: generale agli ordini di Odino, è avido, lascivo e terribilmente brutale.
- Griselda: sorella maggiore di Gwendolyn e capo degli eserciti delle valchirie.
- I tre saggi Urzur, Beldor e Skuldi: i tre anziani che vorrebbero portare a compimento la profezia della distruzione dell'intera Erion per governare incontrastati.
- Onyx: signore e sovrano di Magmavulcano. Arrogante e spavaldo, l'unico sentimento sincero che sembra provare è quello di amore per Gwendolyn.
- Odette: la regina di Endelphia, il mondo dei morti. Fredda e spietata con chiunque entri nel suo regno, specie quelli che vi entrano senza il suo permesso.
- Valentine: il vecchio e defunto Re dell'omonimo regno. Vuole portare alla distruzione il mondo affinché la sua sofferenza abbia termine.
- I tre draghi Wagner, Hindel e Belial: i draghi che lungo la storia consigliano e sfidano i vari personaggi principali.
- Alice: la bambina che all'inizio del gioco, legge le avventure dei protagonisti.

## Le Storie dei Personaggi
Come già detto all'inizio, il gioco presenta come primo personaggio una bambina di nome Alice ed il suo gatto nero Socrate, che nella vecchia soffitta di casa trovano diversi tomi. Tutti raccontano la stessa storia, ma ogni volume riporta un punto di vista diverso. Ognuno dei cinque protagonisti vive un pezzo della propria storia mescolata con quella degli altri, sino a formare la storia effettiva di Erion.

### La Valchiria - Gwendolyn
La storia di Gwendolyn inizia con lei e sua sorella Griselda che conducono le loro truppe in battaglia contro l'esercito nemico delle Fate per il controllo del Calderone della Cristallizzazione. Poco dopo la battaglia Griselda viene tragicamente uccisa e nei suoi ultimi momenti lascia la sua Psypher Spear alla sorella Gwendolyn sperando che la sua morte possa riscattarla agli occhi di suo padre. Poco dopo Gwendolyn incontra il più potente guerriero dei Vanir: Oswald il Cavaliere Ombra. Lei tenta di sconfiggere Oswald, ma è presto battuta e immobilizzata. Oswald tuttavia esita ad affondare il colpo finale, e infine, decide di permettere a Gwendolyn di vivere, sostenendo che ci sono già stati abbastanza morti nella battaglia.
Dopo Gwendolyn ritorna a Nebulapolis, capitale del Regno di Ragnanival, ed informa suo padre il Signore dei Demoni Odino che Griselda è morta con onore in battaglia, ma egli purtroppo mostra poca preoccupazione per la sorte di sua figlia. Gwendolyn in cerca di ugual approvazione da parte del padre, si tuffa di nuovo in battaglia. Durante la battaglia incontra la regina delle fate Elfaria che ha sotto il suo controllo il potente drago Belial. Dopo una lunga battaglia, riesce a sconfiggere il drago.
Intanto la battaglia è vinta e Odino rivendica il Calderone, ma in quel momento la strega della foresta di Elrit, Velvet, arriva sul campo di battaglia e usa l'Anello Titrel per disattivare il calderone rendendolo inutile, con il suo compito completo lascia il campo di battaglia. Gwendolyn nel tentativo di ottenere l'approvazione di suo padre ancora una volta, insegue Velvet, ma non prima che suo padre la informi di non nuocere a Velvet perché è "speciale".
Una volta raggiunta la foresta di Elrit, Gwendolyn ingaggia battaglia contro Velvet, battaglia che termina con un pareggio, interrotta dall'arrivo di Odino che ordina a Gwendolyn di fermarsi. Gwendolyn, confusa chiede al padre spiegazioni ed egli rivela che Velvet è sua figlia illegittima avuta dall'ormai defunta principessa Ariel del decaduto regno di Valentine. Odino e Velvet discutono sulla questione sino all'arrivo di Brigan il generale dell'esercito di Odino che dopo questa rivelazione comincia a prendersi troppe libertà di comando a causa della debolezza del re per aver avuto un figlio bastardo da un nemico. Brigan, decide di utilizzare queste informazioni a suo vantaggio, minacciando di rivelare il segreto di Odino nel regno e quindi detronizzato. Sapendo questo Odin non ha altra scelta se non quella di fare come dice Brigan.
Tornati a Ragnanival, Velvet è costretta a divulgare le informazioni sull'anello Titrel e Odino le chiede di consegnarlo. Tuttavia lei non ce l'ha. Afferma infatti che è in possesso del possente drago Wagner. Brigan poi suggerisce di sacrificare Velvet al drago in cambio dell'anello e Odino, costretto dalla sua posizione di re, e dal segreto che Brigan minaccia di diffondere, è costretto ad acconsentire. Subito dopo Brigan lascia con Velvet e una piccola truppa il castello di Odino per raggiungere il Picco di Nevi Perenne (Winterhorn Ridge),
il picco innevato per vedere Wagner e sacrificare la ragazza. Odino resta seduto al suo trono, triste e sconsolato sapendo che la morte di sua figlia è imminente. Gwendolyn, vedendo la tristezza del padre sa che deve cercare di fermare l'esecuzione, ma poi pensa che se Velvet morisse, lei avrebbe l'amore del padre tutto per e. Rendendosi conto che cosa sta pensando, scaccia questi pensieri cupi e corre a salvare la sorellastra Velvet, per amore di suo padre, anche se così facendo commetterà alto tradimento.
Sul Picco delle nevi perenni Brigan tenta di uccidere Velvet; il suo piano è poi quello di svelare il segreto di Odino facendolo apparire un terribile tiranno che, pur di ottenere i suoi scopi è disposto a sacrificare anche sua figlia. Gwendolyn arriva giusto in tempo e libera Velvet e affronta il generale Brigan. Rapidamente uccide il generale traditore, ma purtroppo le Valchirie catturano Gwendolyn e la portano a Ragnanival per la punizione.
Al castello Odino giudica Gwendolyn di fronte ad un piccolo pubblico che esprime la sua delusione in merito al tradimento. Non solo esilia la figlia dal regno ma lancia su di lei un terribile incantesimo di sonno, dal quale la giovane si sveglierà solo con un bacio. Tale bacio incatenerà il suo cuore e la costringerà ad amare e sposare chiunque la risveglierà. Prima di lanciare l'incantesimo Odino s'inginocchia vicino a Gwendolyn e le chiede perdono, sussurrando l'enorme dispiacere che prova per quello che sta per farle, sapendo che lei non dovrebbe essere punita per aver salvato sua sorella, cercando di guadagnare l'amore di suo padre. Purtroppo, come re non ha altra scelta che seguire le leggi del suo regno, ma spera che la sua figlia abbia il cuore di perdonarlo e la informa che lui vorrebbe averle dato l'amore che lei e sua sorella meritavano. Gwendolyn non ha alcun rancore, tutto ciò che mai voleva era sentire tali parole, che lei accetterà la punizione felice sapendo che ha finalmente ha l'amore di suo padre. Odino poi lancia lentamente l'incantesimo di sonno su di lei.
Quando si sveglia, Gwendolyn si trovava in un castello abbandonato sepolto nella foresta di Elrit, e sposata proprio con Oswald il Cavaliere Ombra e disperava che il suo destino debba essere quello di soffrire. Oswald invece la tratta molto bene, dicendole che non accetterà mai che alcuno la tratti come un oggetto, che non è una proprietà. Come dono di nozze Oswald le dona l'anello Titrel. Oswald poi la lascia, chiedendole di aspettare il suo ritorno.
Prendendo l'occasione al volo Gwendolyn ritorna a Ragnanival per dare a suo padre l'Anello. ma al suo ritorno i soldati tentano di ucciderla, dicendo che Odino ha ordinato di ucciderla se mai fosse tornata. Riesce a sfondare le linee delle valchirie e raggiunge la sala del trono dove però dovrà combattere contro suo padre, posseduto dall'anima di un vendicativo Brigan, che si è guadagnato la benedizione della regina dei morti Odette, che gli ha dato il compito di punire Odino reo di averle rubato i suoi gioielli. Gwendolyn combatte Brigan e lo sconfisse una seconda volta, liberando Odino. Consegna al padre l'anello Titrel e Odino rivela una verità nascosta: Odino spiega che tentò Oswald, dandogli il compito di uccidere il Drago Wagner per guadagnarsi il diritto di sposarla. Gwendolyn, scioccata dalla rivelazione, decide di tornare al fianco di Oswald, nonostante l'offerta di Odino di far terminare il suo esilio come ricompensa per aver portato l'anello.
Dopo diversi giorni di attesa per il ritorno di Oswald, Gwendolyn comincia a preoccuparsi per la sicurezza del marito e lo raggiunge nel regno di Magmavulcano. Lì incontra Onyx, il re Infernale che le svela un'altra verità: Odino in passato aveva promesso in sposa Gwendolyn proprio a lui, ma Onyx ha accettato di lasciarla ad Oswald se quest'ultimo gli avesse fatto un favore in un secondo momento. Rivela a Gwendolyn che ha mandato Oswald ad uccidere un cucciolo di drago che si dice possa essere Leventhan, il drago destinato a far finire il mondo. Re Onyx infine propone a Gwedolyn un nuovo accordo: aiuterà Oswald che non è ancora tornato, se in cambio lei sarà sua moglie. Gwendolyn rifiuta l'offerta e dopo aver affrontato le Vulcane, le truppe di fuoco di re Onyx, raggiunge Oswald ormai stremato dopo la lotta con Leventhan. Combatte quindi al suo posto e sconfigge il piccolo drago. Onyx non comprende perché Gwendolyn abbia scelto il Cavaliere Ombra e non lui, ma l'ardore con cui la ragazza difende il marito lo impressiona tanto dal desistere e lasciarli andare.
Tornati al castello, Gwendolyn si prende cura di Oswald. Il Cavaliere Ombra recupera abbastanza per raccontarle un po' della sua storia. Il suo stesso patrigno lo ha venduto alla regina dei morti Odette per ottenere la Belderiver, la spada invincibile di Oswald.
In quel momento, una Valchiria arriva ed informa Gwendolyn della sconfitta di suo padre da parte del popolo fatato dei Vanir e che il prezioso anello Titrel che lei stessa aveva dato al padre è stato rubato. Oswald sentendo questo cade nella disperazione, sentendosi nuovamente usato anche da Gwendolyn.
Temendo di perdere Oswald Gwendolyn raggiunge la foresta di Ringford, dimora dei Vanir e della loro nuova regina Mercedes per reclamare l'Anello. Dopo una dura lotta con Mercedes riesce a recuperarlo. Al suo ritorno la sua cameriera Myris la informa in lacrime di una tragedia: Oswald è stato preso da un Halja, gli spiriti della morte di Odette e portato nel mondo dei morti. Gwendolyn decide di tornare a Ragnanival per richiedere il padre per mostrarle il percorso segreto verso Endelphia (Netherworld) per salvare Oswald. Inizialmente Odino rifiuta, ma poi decide di aiutare la figlia in cambio dell'anello Titrel.
Giunta nel mondo dei morti, Gwendolyn incontra Odette e combatte contro la Regina degli Inferi per la vita di Oswald. Gwendolyn ottiene vittoria sulla regina, che col suo ultimo respiro sigilla completamente i varchi che conducono nel regno dei morti. Proprio quando tutto comincia a crollare intorno a loro, Odino arriva e salva sia Gwendolyn sia Oswald. Tornati tutti nel suo castello, Odino chiede alla figlia di mantenere la sua promessa e consegnargli l'anello. Gwendolyn però racconta al padre che quell'anello ormai rappresenta l'amore di Oswald per lei, e non accetta di separarsene se non rinunciando alla vita. Quando Odino tenta di colpire la sua stessa figlia in un attimo di furia, Oswald la difende e ferma la mano del Re dei demoni. Odino non se la sente di uccidere la sua amata figlia, anche per ottenere l'anello e con rabbia la lascia andare, affidando le sue cure a Oswald.
Gwendolyn e Oswald tornano al castello e sulla balconata riaffermano il loro amore per l'altro.

### Il principe Puka - Cornelius
La storia di Cornelius incomincia nella foresta di Elrit, dove sta avendo un momento romantico con la sua amata principessa Velvet, ma è costretto a tornare nel suo regno prima che suo padre Edmund, re di Titania, possa diventare sospettoso, promettendo però all'amata Velvet di ritornare da lei.
Al suo ritorno Cornelius si scontra col padre, il quale non è per nulla contento del modo di comportarsi del figlio e non vede di buon occhio i suoi sentimenti per quella ragazza, rea di essere una principessa senza un regno. Lo stregone di corte Urzur, subdolamente, suggerisce che tutto è dettato dalla giovane età del principe.
Stanco della discussione, Cornelius minaccia di abbandonare il trono se il padre continuerà ad osteggiarlo e ad offendere la sua amata.
Cornelius dopo questo colloquio, si ritrova misteriosamente nella Landa Desolata (terra che precede Endelphia), ma quel che è peggio è che non ha più aspetto umano. È stato trasformato in un Pooka.
Mentre vagava per la terra senza vita, ode una voce nell'oscurità che riconosce in lui il sangue della stirpe reale di Titania, e gli consegna una Psypher Sword, poco prima di svanire nuovamente.
Sulla terra nel frattempo, Velvet attende speranzosa Cornelius nella foresta di Elrit, mentre legge una misteriosa lettera scritta dal principe.
Cornelius, ancora intrappolato nella Landa Desolata, incontra un essere orrendo e deformato dalla morte con indosso una corona, che vaga con una candela.
L'essere informa Cornelius che l'unico modo che ha per abbandonare quel luogo è quello di chiedere il permesso a Odette, signora dei morti. Gli propone quindi di accompagnarlo da lei, se in cambio, potrà seguirlo in superficie.
La regina dei morti non solo nega il suo consenso, ma vuole anche recuperare la spada fatta coi gioielli che in passato le furono rubati dai nani. Cornelius è costretto ad affrontarla con la sua spada, sconfiggendola e guadagnandosi il diritto di passare di nuovo al mondo dei vivi.
Giunto di nuovo in superficie viene catturato dalle valchirie e condotto al cospetto di Odino e delle figlie Griselda e Gwendolyn. Il signore dei demoni riconosce la spada che il principe porta con sé, una spada che era stata donata dal regno di Ragnanival al vecchio re di Titania molti anni prima. Odino non crede alle parole di Cornelius quando rivela la sua identità e la sua storia. Gli lancia quindi una sfida: se riuscirà ad ottenere il corno dal quale il generale Brigan è solito bere. Cornelius è costretto ad accettare.
Prima di affrontare la missione, Gwendolyn gli restituisce la spada e lo avverte che Brigan è noto per la sua antipatia per i Pooka. Cornelius la ringrazia per la sua preoccupazione. Affronta quindi il generale Brigan, riesce a ottenere il corno e torna da Odino. Oltre ad avere il lasciapassare e aver provato il suo valore, Cornelius chiede il perché tutti lo chiamino "Pooka" e Odino spiega che i pooka sono esseri umani tramutati in bestie a causa di una maledizione terribile e potente. Come ultima cortesia, Odino ordina a Gwendolyn di scortare il principe sino ai confini di Ragnanival.
Giunto a Titania, Cornelius incontra un impostore che ha preso le sue sembianze e che, seguendo il volere del re che vorrebbe farlo sposare con una figlia di Odino, vuole rompere ogni legame con Velvet. Quando però l'impostore chiede in cambio di questo il "potere segreto" della famiglia reale, re Edmund si fa evasivo e spaventato e lo invita ad andare nella foresta e rompere i rapporti con la giovane Velvet.
Rimasti soli, il vero Cornelius si rivela al padre Edmund che non solo non gli crede, ma è terrorizzato alla vista della spada che il principe porta con sé, riconoscendola e ben sapendo a chi apparteneva. Edmund chiama le sue guardie e costringe Cornelius alla fuga.
Il principe decide quindi di seguire l'impostore prima che abbia la possibilità di incontrare Velvet. Riesce nell'impresa, ma in quell'istante l'impostore prende l'aspetto di Velvet e lo sfida con parole spietate. Conscio del fatto che non può trattarsi della vera Velvet Cornelius combatte l'impostore e sconfiggendolo scopre la sua vera identità: Ingway, fratello gemello di Velvet. È stato proprio lui a maledire il principe Cornelius trasformandolo in un Pooka, anche se è estraneo al risveglio del principe nel mondo dei morti. Cornelius ha le mani legate poiché non solo la maledizione è eterna, ma se anche uccidesse Ingway potrebbe mai Velvet perdonarlo. Prima che la ragazza possa vederlo ridotto in quello stato, Cornelius fugge giurando vendetta. Ingway resta solo con la sorella e la rimprovera di voler continuare a vedere quel principe che non si è più presentato ai oro incontri, ma Velvet, nonostante tutto spera ancora.
Per le strade di Titania, Cornelius incontra Urzur lo stregone, che gli confida che Hindel, il drago che dimora sul picco delle nevi perenni potrebbe conoscere il modo di spezzare la maledizione dei pooka. Cornelius quindi si dirige sul picco ma non trova Hindel, trova il drago Wagner, terribilmente furioso per la morte del fratello Hindel ucciso da una spada magica. Credendolo colpevole, Wagner combatte contro Cornelius che però riesce a sconfiggerlo e gli risparmia la vita.
Dopo la sconfitta, Wagner ripaga Cornelius per non averlo ucciso volando alle rovine di Valentine e gli fornisce informazioni circa la maledizione dei pooka nata dalla distruzione del regno di Valentine, sulla situazione politica tra Odino e il regno delle fate e l'ubicazione sotterranea del popolo pooka. Nonostante tutto Wagner non muta pensiero sugli esseri che usano spade magiche.
Qui Cornelius incontra Meril una femmina pooka, che lo informa della possibilità di spezzare la maledizione raccogliendo tutte le monete magiche del perduto regno di Valentine, poiché insieme possono realizzare qualsiasi desiderio. Meril poi porta Cornelius al villaggio sotterraneo dei pooka, dove il principe apprende che la principessa Velvet è sul campo di battaglia per impedire al Calderone di
attivare il suo potere. Una guerra tra Aesir, popolo di Odino e i Vanir, popolo delle fate è in corso per ottenerne il possesso.
Sul campo intanto Velvet è inseguita da Mercedes che la minaccia di morte se non le consegnerà l'anello Titrel. Cornelius si lancia in difesa della principessa e sconfigge Mercedes, , ma poi incontra la figura non morta che ha incontrato nel mondo dei morti che si rivela essere il re di Valentine, nonché nonno di Velvet.
Cornelius riesce a riottenere l'anello dal re folle, ma sviene dalla stanchezza dopo la lunga lotta e decide di mantenere il silenzio sulla sua identità con l'amata Velvet.
Il principe si risveglia del villaggio dei pooka.Velvet se n'è andata. Poco dopo giungono i goblin (pooka dal cuore malvagio) venuti per ordine del Re Valentine per rubare tutte le antiche monete raccolte dai pooka e gettarle nel cratere ardente di Magmavulcano.
Cornelius li insegue e giunge nelle terre di fuoco dove incontra Re Valentine, intento nel suo piano di distruzione del mondo. Dopo aver raccontato la sua storia, fa comparire un uovo di drago, rubato in passato ai draghi rimasti in vita e cedendogli la sua corona e tutti i suoi poteri, Valentine la fa schiudere dando vita al cucciolo Leventhan, una delle creature dell'armageddon.
Dopo aver ingaggiato una lotta con il drago, Cornelius viene a conoscenza di un altro terribile segreto che riguarda la sua stessa famiglia: la spada magica che il principe porta con sé, è la spada che in passato re Edmund (padre di Cornelius) usò per uccidere il suo stesso padre Re Gallon, tramutatosi in una terribile bestia per affrontare gli eserciti di Valentine che invadevano la sua terra. La trasformazione di Gallon è avvenuta grazie al "potere segreto" tramandatosi nella famiglia reale di Titania.
Cornelius dunque inizia a comprendere perché il padre avesse tanta paura della spada e capisce che la voce nascosta nelle tenebre della Landa Desolata era proprio quella di Re Gallon di Titania, suo nonno.
Tornato al villaggio dei pooka con tutte le monete recuperate, Cornelius viene a sapere che a Titania, un drago sta creando il caos e che una ragazza sta per essere sacrificata alla bestia per rabbonirla. In città, inciampa in una discussione tra Urzur e Re Edmund riguardo al "Libro di trasformazione". Urzur rivela quindi le sue vere intenzioni: riportare in vita re Gallon e portare la distruzione totale su tutta Erion, nonché il suo coinvolgimento in tutto ciò che è capitato a Cornelius. Re Edmund chiede perdono al figlio e lo informa che Velvet è stata catturata ed è nei sotterranei della città.
Cornelius si precipita nelle fogne, dove incontra Urzur e si prepara a combattere quando Ingway torna sulla scena. Dopo aver saputo di Velvet, Ingway guarisce Cornelius e lo manda avanti per salvarla, mentre si occupa di Urzur. Il drago in questione è Belial, che profondamente pentito chiede al principe di ucciderlo, poiché era controllato dal volere dello stregone Urzur. Negli ultimi momenti di
lucidità, Belial uccide Urzur. Cornelius salva Velvet che all'ultimo lo riconosce.
Cornelius dopo questo ha un colloquio con suo padre, che vorrebbe dare a lui il trono, ma Cornelius rifiuta. Come potrebbe il popolo accettarlo come re in quella forma animale? Si congeda quindi per andare a vivere tra i pooka, dicendo a suo padre di essere forte ed iniziare a comportarsi come un vero re.
Nella foresta di Elrit Cornelius incontra finalmente Velvet e gli rivela la sua identità. Velvet sceglie di vivere con lui poiché lo ama ancora, nonostante la sua forma di pooka.

### La Terra fatata - Mercedes
La storia di Mercedes incomincia quando lei è a caccia di rane nella foresta incantata di Ringford con la Psypher Bow, la balestra magica della regina Elfaria, sua madre. La piccola principessa dei Vanir infatti vorrebbe allenarsi in vista della guerra in corso contro Odino e il suo esercito.
La regina Elfaria e suo nipote Melvin cercando di spiegarle i motivi alla base della guerra: Odino vuole a tutti i costi il Calderone magico in loro possesso per assorbire i "fozoni" sorgente di vita in tutta Erion e avere più potere, condannando pero le fate a morte poiché esse vivono grazie ai fozoni.
L'ingenuità di Mercedes preoccupa la regina Elfaria che incarica Melvin di guidare sua figlia. A ragion ben veduta poiché durante una battaglia contro Odino e la sua terribile arma Balor, la regina Elfaria viene ferita a morte. Nei suoi ultimi suoi istanti dice alla figlia di essere forte. Ora è lei la regina delle fate.
Inizialmente Mercedes esita di fronte ai suoi nuovi compiti che la travolgono, quindi Melvin ne approfitta subdolamente e offre a Mercedes di lasciare a lui ogni responsabilità.
Incoraggiata dall'amico nano Matthew, Mercedes segue il suo consiglio di rivolgersi al saggio Beldor che vive nella foresta di Elrit.
Giunta nella foresta di Elrit, Mercedes fa cadere la sua balestra magica in uno stagno a causa dello spavento provocato da un ranocchio. Il ranocchio in questione si offre di aiutarla a ripescare la balestra e in cambio Mercedes realizzerà un suo desiderio.
Durante l'immersione, ecco arrivare lo stregone Beldor con il drago Belial, pronto ad uccidere la giovane regina, secondo gli ordino di Re Melvin. Spaventata, Mercedes è costretta ad affrontare il drago e riesce ad avere la meglio; quando poi lo stregone Beldor cerca di ucciderla, il ranocchio attacca a sua volta lo stregone e lo avvelena costringendolo alla fuga. Libero dall'assoggettamento dello stregone, il drago Belial avvisa Mercedes che nel suo regno sta avvenendo una ribellione.
Mercedes fa ritorno nel suo regno, seguita dal rospo: la nobiltà di Ringford è divisa a metà, ma molti sono schierati con Melvin che ha occupato il palazzo reale. Spaventata, Mercedes è presa dal panico e chiede a qualcuno, chiunque di fare qualcosa. Il ranocchio la rimprovera e spronata dalle sue parole, Mercedes decide di agire e tornare a palazzo seguita da un piccolo gruppo di fate rimasti fedeli.
Nei giardini del palazzo Melvin incontra Mercedes che rifiuta di assoggettarsi ai desideri di suo cugino e di arrendersi. Melvin quindi chiama a combattere Oswald, il cavaliere ombra e la sua Belderiver contro di lei. La battaglia va in favore di Mercedes, e con la morte di Oswald e Melvin, la ribellione interna viene finalmente sedata. Dopodiché il ranocchio rivela il suo desiderio a Mercedes: egli era in realtà un essere umano, maledetto nella forma di una rana dallo stregone Urzur, uno degli alleati di Beldor. La maledizione potrebbe essere rotta solo dal bacio di una potente fata. Mercedes tuttavia non se la sente proprio di baciare il rospo, così rimanda il momento a quando sarà "più pronta".
Non c'è tempo per riposare, poiché il drago Wagner ha raggiunto la foresta di Ringford per uccidere il cavaliere ombra, colpevole di aver ucciso il drago Hindel. Nonostante Mercedes cerca di spiegare che il cavaliere sia morto, Wagner non sente ragioni. Attenderà sulla cima del Picco innevato che gli si porti il cavaliere ombra, oppure sarà Ringford a pagare per la morte di Hindel.
Mercedes non può accontentare Wagner, ma decide ugualmente di raggiungere il picco è far ragionare il re dei draghi. Dopo averlo affrontato in combattimento, Wagner inizialmente deride le affermazioni di Mercedes sull'aver ucciso Oswald e quando la fata mostra la sua arma, Wagner s'infuria, irritato dalla vista di un'arma Psypher, la stessa che ha ucciso Hindel. Wagner tenta di uccidere Mercedes ma lei riesce a sconfiggerlo e promette di usare la sua arma solo e unicamente per sconfiggere Odino e le sue armate. Wagner soddisfatto vola via ed ecco arrivare sul picco il ranocchio, quasi congelato e preoccupato per Mercedes.
A Ringford Mercedes chiede a Matthew se esiste un modo per distruggere l'arma di Odino. Matthew non conosce alcun modo, ma suggerisce che forse Brom, il più celebre fabbro dei nani, costruttore della Belderiver di Oswald e della balestra di Mercedes potrebbe conoscere la risposta. Purtroppo Melvin ha spedito il nano ancora vivo nel regno dei morti. Un'altra soluzione potrebbe essere quella di chiedere aiuto allo stregone Beldor concedendogli il perdono reale, ma il ranocchio si oppone a questa decisione. Racconta infatti che Beldor, fa parte di un gruppo di folli stregoni conosciuti come "i tre saggi" il cui rifugio sono le fogne di Titania. Rivela inoltre che è stato Urzur, uno di loro, a trasformarlo in rana. Tuttavia costretta dalle circostanza, Mercedes fa inviare dei messaggeri a Titania in cerca di Beldor.
Mercedes e un piccolo entourage giungono a Titania per incontrare Beldor, ma cadono in un agguato e Matthew viene catturato. Mercedes è costretta a lottare e raggiunge le fogne di Titania dove incontra Beldor che richiama il drago Belial per divorarla. Il drago però si rifiuta di aggredire nuovamente la fata, nonostante lo stregone controlli il suo cuore. Il suo abuso del drago fa arrabbiare Mercedes che ritira la sua offerta precedente e lo presenta con una nuova: aiutarla o morire.
Beldor e Mercedes combattono nuovamente nelle fogne e quando il crudele mago tenta di usare la magia alle sue spalle, il ranocchio usa a sua volta un incantesimo sullo stregone tramutandolo in un pooka e privandolo dei suoi poteri per sempre. Lo sforzo però è stato grande e il ranocchio rischia la vita. Mercedes riconoscente per averle nuovamente salvato la vita, dà un bacio al suo salvatore, spezzando l'incantesimo: il ranocchio era in realtà Ingway che dopo aver ringraziato Mercedes si congeda promettendo di incontrarla di nuovo.
Mercedes obbliga Beldor a condurla nel regno dei morti per cercare Brom. Alla prima occasione, lo stregone maledetto fugge da Mercedes con l'unico risultato di essere ucciso da un Halja. Intanto la principessa delle fate trova Brom, che viene costretto a lavorare sui cristalli di fozoni per ordine della regina Odette. Mercedes per far fuggire Brom lotta contro Odette e riesce a tenerle testa valorosamente per un poco ma poi un'orda di Halja arrivi a circondarla. Prima che potessero uccidere Mercedes, uno spettro arriva e informa Odette che il re Gallon stava causando un putiferio nella sua cella. Odette e gli Halja ignorano Mercedes dandole la possibilità di fuggire con Brom.
Tornati a Ringford, Brom accetta di creare un'altra arma Psypher abbastanza potente per contrastare e distruggere Balor, ma informa Mercedes che avrà bisogno di un fuoco dal calore senza pari per forgiare i cristalli fozoni, e quindi avrà bisogno del fuoco conservato nel tempio delle fiamme a Magmavulcano. I due partono quindi per le terre del fuoco e riescono a prendere una fiaccola dal sacrario del fuoco senza attirare l'attenzione.
In quel momento, il re Valentine arriva e informa la coppia che il re Onyx è attualmente a riposo nella lava per guarire dalle ferite inflittegli da Oswald. Riconosce anche Brom, spiegando che era lui quello che gli ha commissionato la prima arma Psypher. La coppia tenta la fuga, ma Valentine li raggiunge e sfida la piccola fata e la sua balestra: dovrà combattere contro Leventhan, il cucciolo di drago con la sua corona. Mercedes riesce a sconfiggere il draghetto e i due fuggono.
A Ringford, Brom riforgia nelle fiamme la balestra magica ribattezzandola col nome di Riblam, "colei che perfora", l'unica arma in tutto il mondo in grado di distruggerne un'altra Psypher. Poi si congeda, volendo tornare da Oswald, ora che ha appreso che il Cavaliere Ombra è vivo, si sente responsabile per lui e il suo triste destino.
Mercedes raduna le sue truppe per un ultimo tentativo di riprendere il Calderone, e li invita a combattere con un discorso d'incoraggiamento: Mercedes ha ereditato lo spirito di sua madre. I Vanir riescono a sconfiggere gli Aesir e Mercedes incontra Odino sul campo di battaglia.
Odino insulta Mercedes ed Elfaria, sostenendo che sarà una facile vittoria schiacciare la piccola fata. Tuttavia Mercedes lotta coraggiosamente dimostrando di non essere così impotente come Odino sospettava, tanto da distruggere Balor e ferendo il signore dei demoni. Costringe poi Odino a promettere di minacciare mai più il regno delle fate e rimanere nel suo regno, minacciandolo con l'esecuzione capitale e l'invasione di Ragnanival. Odino dopo aver ceduto
l'anello Titrel che controlla il calderone, torna sconfitto a Ragnanival. La guerra tra i Vanir e gli Aesir è giunta al termine.

### La Spada funesta - Oswald
La storia di Oswald incomincia quando lui sferra il colpo finale al drago Hindel; questo perché era una richiesta del suo padre adottivo Melvin. Hindel spiega a Oswald che il vero padre era un uomo di nome Edgar, ma Oswald non si preoccupa del nome dell'uomo che l'ha abbandonato.
Hindel profetizza ad Oswald di "seguire l'uccellino", poi il cavaliere affonda la Psypher Sword Belderiver nel corpo di Hindel uccidendolo.
Al suo ritorno in Ringford, Melvin tenta di persuadere la regina Elfaria a produrre altre spade come la Belderiver, ma nell'apprendere che il test finale dell'arma è stata l'uccisione di Hindel, la regina si rifiuta.
Brom, il fabbro nano costruttore della spada è preoccupato del prezzo a pagare per usarla, ma Melvin lo minaccia di non interferire nei suoi piani. Il nano tuttavia tiene al ragazzo e lo informa della verità: chiunque abbia posseduto la Belderiver in passato è stato perseguitato dagli Halja, ma Melvin infuriato bandisce Brom nell'oltretomba.
Melvin affida poi una missione da infiltrato a Oswald che dovrà raggiungere Ragnanival e raccogliere informazioni.
A Nebulapolis, capitale di Ragnanival, Oswald sente lo stregone Skuldi che parla con il generale Brigan, lusingandolo per la sua idea di voler prendere il posto di Odino al comando del regno, ma, prima che la loro conversazione finisca, Oswald viene scoperto e costretto a lottare contro Brigan.
Dopo aver combattuto e aver carpito informazioni sull'imminente attacco di Odino a Ringford, Oswald è pronto a tornare indietro, quando di nascosto vede una splendida ragazza vestita elegantemente: è Gwendolyn, la "strega di Odino". Il suo carattere gentile e delicato sembrano stonare decisamente con l'immagine della guerriera che si era immaginato. Ne resta in qualche modo incantato.
Una volta tornato a Ringford, Melvin tenta ancora di convincere la regina Elfiria di produrre la spada maledetta in serie, ma la fata di rifiuta. Decide così di dare ulteriore prova delle abilità della Belderiver sul campo di battaglia nei pressi del Calderone magico.
Durante la battaglia, Oswald incontra un Halja, che gli confida la verità: l'immenso potere della spada proviene dal regno dei morti, dalla Regina Odette, alla quale è stata promessa l'anima del possessore della Belderiver, cioè Oswald. Il ragazzo è sconvolto nell'apprendere che il padre adottivo Melvin gli ha fatto questo.
Di ritorno dai campi di battaglia Oswald cerca spiegazioni in merito a quanto detto dall'Halja, ma Melvin è furioso per la sconfitta subita, che ha portato a morte la regina Elfaria e al potere la giovane principessa Mercedes. Per poter attuare il suo piano di rivolta all'interno di Ringford e ottenere il potere, Melvin invia Oswald nella foresta di Elrit a cercare lo stregone Beldor perché si schieri dalla sua parte, pena la vita. Prima di partire Oswald comincia a sentirsi debole a causa del potere della spada.
Nella foresta Oswald incontra lo stregone ed è costretto a combattere il drago Belial quando Beldor rifiuta l'offerta di Melvin. Dopo la sua vittoria su Belial, Beldor si impegna a sostenere la ribellione di Melvin.
Il tempo passa e la ribellione di Melvin prende piede nel regno, ma Mercedes riesce a spodestarlo e a riprendersi il trono, Indebolito dal potere degli Halja infatti, Oswald non è in grado di combattere al pieno delle sue forze contro Mercedes e viene sconfitto. Nei suoi ultimi istanti trova Melvin morente, che riversa su di lui parole spietate: Oswald era solo uno strumento attraverso il quale avrebbe ottenuto il potere. Questa rivelazione schiaccia Oswald a tal punto che, tradito dal padre, si lascia prendere dagli Halja che lo portano nell'oltretomba.
È nella Lana Desolata che Oswald incontra nuovamente Brom che gli rivela che Melvin non l'ha trovato, ma rapito ai suoi veri genitori, ormai entrambi deceduti. Brom se ne vergogna amaramente, poiché in passato lui stesso aveva approvato tale comportamento.
Oswald, senza più speranze, va nelle profondità infernali, sostenendo di non aver paura di morire, ma l'idea di aver vissuto una vita inutile lo terrorizza. Ed ecco la risposta alle sue preghiere: il fantasma di un uccello blu compare per pochi istanti, che bastano tuttavia a ridargli speranza.
Raggiunge quindi il tempio dove si trova la regina Odette e subito tenta di attaccarla, ma i suoi attacchi non hanno alcun effetto. Odette sembra divertita dal suo nuovo giocattolo quando uno spettro la informa di un intruso. Si tratta di Odino, il signore dei demoni, venuto a rubarle un'altra volta i suoi gioielli. Odette quindi propone a Oswald di uccidere Odino ed in cambio lei gli restituirà la libertà. Oswald si sente di nuovo un servo per un altro padrone, ma accetta.
Odino e Oswald quindi si affrontano nell'oltretomba e il Cavaliere Ombra riesce a sconfiggerlo. Odino quindi gli propone un nuovo accordo: se gli risparmierà la vita, gli mostrerà il sentiero segreto che conduce fuori da Endelphia. Oswald dunque risparmia Odino che lo porta con sé a Nebulapolis.
L'eccezionale potere della Belderiver colpisce Odino a tal punto che il signore dei demoni gli fa una richiesta ufficiale. Oswald tuttavia non è interessato a servire un altro padrone. Nonostante un castello e la speciale Psypher Spear di Gwendolyn come ricompensa, non è interessato. Quando però Odino mette nel pacchetto anche sua figlia Gwendolyn, caduta sotto l'incantesimo del sonno, l'interesse di Oswald si riaccende e accetta l'incarico: dovrà recarsi sul Picco delle Nevi Perenni e uccidere il re dei draghi Wagner.
Oswald raggiunge il picco e chiama Wagner alla battaglia. Il drago non concede tregua durante la lotta, desideroso di potersi finalmente vendicare della morte di Hindel sul diretto responsabile tanto cercato. La potenza della Belderiver ha però il sopravvento e Oswald riesce ad uccidere il re dei draghi. Dal suo stomaco poi estrae ciò che Odino veramente desiderava: l'anello Titrel che può attivare il Calderone.
Odino ordina ad Oswald si consegnargli l'anello, ma il cavaliere sostiene che esso non faceva parte del loro accordo, e si rifiuta di consegnarlo, arrivando addirittura a minacciare di combattere di nuovo Odino. Il signore dei demoni è costretto a lasciargli l'anello e tiene fede alla promessa fatta donandogli un castello, la psypher Spear e soprattutto Gwendolyn.
Tra le mura del suo nuovo palazzo, Oswald trova Gwendolyn addormentata nel magico sonno. Vorrebbe svegliarla, ma l'assistente pooka di Gwendolyn, Myris, informa Oswald
che la ragazza sarà costretta ad amare chiunque la risveglierà con un bacio. Oswald decide di provare a destarla in un altro modo poiché non vuole essere amato a causa di un incantesimo.
In quel momento ecco apparire lo stregone Skuldi che rapisce la giovane Gwendolyn e ordina a Oswald di consegnare un messaggio a Odino: sua figlia è nelle mani dei tre saggi.
Oswald si dirige verso Titania e raggiunge Skuldi nei sotterranei. Qui lo stregone gli rivela che sta agendo per vendetta contro Odino, poiché sono stati i tre saggi a svelargli l'ingresso segreto verso l'oltretomba e dell'esistenza dei gioielli, ma il signore dei demoni non pagò il prezzo concordato. Oswald combatte contro i fantasmi del suo passato e contro Skuldi, sino a far confessare allo stregone che Gwendolyn non si trova a Titania, bensì a Magmavulcano dal re infernale Onyx. Soddisfatto delle informazioni Oswald se ne va risparmiando lo stregone, ma Skuldi lo attacca alle spalle, causando però la sua stessa fine per mano della Belderiver.
Oswald si precipita a Magmavulcano, ma Odino lo batte sul tempo e ha un confronto verbale con Onyx, che conscio dell'incantesimo vorrebbe svegliare la giovane che infiamma il suo cuore. Odino semplicemente ride del piano di Onyx, lasciando il re infernale con un terribile dubbio: l'incantesimo avrà davvero effetto?
Nel frattempo Oswald giunge dove Gwendolyn sta ancora dormendo, e affronta re Onyx nella sua forma più brutale. La battaglia vede vittorioso Oswald.
Onyx racconta poi a Oswald la verità: l'incantesimo di Odino su Gwendolyn può essere spezzato da un bacio, ma nessuna magia potrà mai incatenare il suo cuore e costringerla ad innamorarsi. Per questo Onyx non l'ha svegliata, per timore che lei potesse fuggire lontano da lui. Mosso a compassione, Oswald s'impegna ad esaudire una sola richiesta del Re Inferno, a sua discrezione, e torna con Gwendolyn a palazzo.
Tornato al castello nella foresta, Oswald è confuso all'idea di svegliare la ragazza che ama, poiché non sopporterebbe di essere abbandonato. Ma sa meglio di altri cosa vuol dire essere un burattino e non vuole lo stesso destino per Gwendolyn, così, abbandona gli indugi e desiderando ardentemente l'amore della ragazza, anche se dovesse fargli più male che bene, le dà finalmente il bacio che la ridesterà.

### Il Fato - Velvet
La storia di Velvet comincia nella foresta di Elrit, dove lei sta avendo un incontro con Cornelius, innamorato di lei. I due si congedano quando ecco che compaiono Skuldi e Ingway, che disapprova la scelta della sorella.
Il loro amore non potrà mai concretizzarsi, poiché essi sono figli illegittimi di Odino e della principessa Ariel di Valentine. Quando il padre di Ariel aveva scoperto il fatto, era impazzito e aveva ucciso la figlia di fronte ai gemelli, che per sopravvivere tradirono la loro stessa madre, vedendola piangere.
La madre di Velvet e Ingway, avendo il potere di prevedere il futuro, profetizzò lei stessa che una terribile e mortale maledizioni li avrebbe colpiti. Per questo Ingway odia tanto la madre.
Dopo il duro colloquio con il fratello, Velvet decide di raggiungere il Picco delle Nevi Perenni per interrogare il drago Hindel che possiede il dono della preveggenza. Hindel tuttavia non riesce a chiarire i dubbi della giovane, ma profetizza invece la sua stessa fine per mano di un cavaliere.
Velvet fa ritorno alle rovine di Valentine dove Krois, il suo maestro pooka non può dirle nulla di nuovo riguardo alle profezie; la fine del mondo sarà preceduta da cinque catastrofi: un mostro, un rogo, un re della morte, un calderone e un drago.
Skuldi, tuttavia, informa Velvet che se vuole davvero conoscere ciò che rivelano le profezie, c'è un unico modo: chiedere a colui che le ha scritte molti anni prima, re Gallon.
In cambio del permesso di visionare il potente "libro delle trasformazioni", un tomo di magia scritto da re Valentine, Skuldi condurrà Velvet nel mondo dei morti sino a re Gallon.
Giunti a Endelphia, Gallon non è per nulla contento di vedere Skuldi, ben conscio del terribile piano dei tre saggi. Velvet sente l'oscura voce del sovrano nel buio, ed egli le concede una pergamena su cui sono scritte tutte le informazioni riguardo a quel che la ragazza vuol sapere.
In quel momento appare Odette, furiosa non solo per l'intrusione ma anche perché re Valentine è riuscito a fuggire dal mondo dei morti. Velvet è costretta ad affrontare la regina dei morti.
Velvet sconfigge Odette in una feroce battaglia, ma viene circondata dagli Halja. Odino appare in scena e salva la vita della figlia nonostante le sue proteste, Odino accompagna Velvet all'uscita di Endelphia, dove Skuldi, che ha ascoltato i discorsi dei due, svanisce per raggiungere Beldor e Urzur e dir loro che Velvet è la figlia di Odino.
La giovane viene a sapere dal suo maestro pooka che esiste un modo per fermare il calderone, ora che re Valentine è a piede libero nel mondo, l'anello Titrel. Purtroppo l'anello è nelle mani delle fate. Velvet quindi si dirige a Ringford e ruba l'anello mentre la regina Elfaria è in guerra. Durante la battaglia contro la piccola Mercedes, apprende che l'anello non è stato rubato dalle fate, è stato Ingway a cederlo.
Tornata al villaggio dei pooka, Velvet ha un altro litigio con Ingway, che le ordina di consegnargli l'anello, giustificando il suo modo di agire solo perché preoccupato per lei, ma Velvet non vuole ascoltarlo e fugge via. Ingway teme inoltre la folli dei tre saggi.
Fuori dalla capitale perduta, Velvet inorridisce quando vede suo nonno, il defunto re Valentine in forma di scheletro putrefatto. Non è in grado di nascondere la sua paura, specie quando il re le rivela i suoi piani di distruzione, ma Velvet si fa coraggio e si rifiuta di cedere l'anello Titrel per attivare il calderone.
La guerra tra Vanir e Aesir infuria sul campo e Velvet è costretta ad affrontare e sconfiggere il generale Brigan prima di potersi dirigere al Calderone, ed usando l'anello Titrel, farlo addormentare in modo che la sua magia non possa nuocere.
Krois e un altro Pooka arrivano per portarla al sicuro, ma Velvet dice loro di tornare al villaggio prima di essere individuati e di portare con loro un pooka, rimasto ferito (non riconosce in lui Cornelius). Mentre cerca di distrarre le truppe di Odino, Velvet incontra Gwendolyn sul campo di battaglia e riconoscendola come figlia di Odino, si rende conto che è sua sorellastra. Velvet riesce tuttavia a fuggire in tempo.
Tornando al villaggio dei pooka, Velvet e Krois vengono circondati dai Goblin, venuti a rubare l'anello Titrel per conto di Valentine. Velvet si rende conto che l'anello è troppo pericoloso, così sale nuovamente sul picco delle nevi perenni. dove trova il corpo esanime di Hindel. In quel momento giunge Wagner e la giovane strega è costretta a combatterlo. Hindel aveva predetto che sarebbe tornata a trovarlo, ma che un amico l'avrebbe aiutata. Velvet quindi consegna l'anello Titrel a Wagner che lo inghiotte, non temendo minacce né dalle fate né dallo stesso Odino, con cui il drago condivide il sangue.
Velvet dopo aver dato l'anello al drago, ritorna a Elrit dove però viene catturata da Gwendolyn e lord Brigan (venuto a sapere della segreta relazione che c'è tra Velvet e Odino). Desiderosi di recuperare l'anello, Brigan torna sulle montagne con Velvet ma Gwendolyn interferisce libera la sorellastra, le restituisce la sua arma Psypher, la Graveryl Cahin e si dichiara nemica e traditrice di Odino di fronte a tutti.
Nel frattempo Velvet è tornata alle rovine di Valentine e viene a sapere da Myris cosa è accaduto a sua sorella Gwedolyn. Si dirige verso il castello e vi incontra Odino, venuto a vegliare su sua figlia. Appare poi re Valentine che con parole subdole convince Velvet a combattere contro il suo stesso padre. Alla prima occasione però Odino riesce ad attaccare Valentine, grazie all'aiuto di Velvet, ma non lo uccide. Lo condanna a soffrire sempre di più per la morte di Ariel, la donna tanto amata da entrambi e la cui perdita è causa di dolore.
Poco dopo il combattimento, Velvet saluta la sorellina addormentata, sperando che non debba più soffrire a causa del suo buon cuore e che possa trovare l'uomo giusto che la risvegli. Al villaggio dei pooka, Myris dice a Velvet che andrà a prendersi cura di Gwendolyn.
Mentre era via, i goblin avevano rubato le monete di Valentine, ma erano state tutte riportate indietro da un pooka coraggioso dalla spada lucente, che ora si stava dirigendo verso Titania. Quando Velvet scopre che il pooka in questione si chiama Cornelius, si precipita a Titania pur di vederlo. Il suo amore maledetto? Com'è possibile? Quando era nell'oltretomba con Skuldi, lo stregone le aveva riferito delle pagine mancanti del libro della metamorfosi, e solo una persona oltre a lei poteva vedere quel libro: Ingway, anche lui però scomparso da tempo.
Giunta a corte di fronte a re Edmund e Urzur, chiede umilmente di vedere Cornelius, non sapendo che il re è ricattato dagli stregoni che tengono in scacco la città grazie al controllo che hanno sul drago Belial. Cade così in trappola e dopo il confronto con Belial, viene catturata dai tre stregoni.
Velvet apprende che sono loro che hanno maledetto Cornelius su richiesta di Ingway. I tre avevano cercato di ottenere il potere segreto della famiglia reale di Titania, la trasformazione in bestia dell'incantesimo Darkova. Le leggono inoltre i versi finali delle profezie dell'armageddon dove "due signori senza corona" sopravviveranno all'apocalisse del mondo, una volta purificato. Velvet cade poi addormentata ma viene svegliata e salvata da Cornelius. Velvet vorrebbe parlargli, ma il principe pooka fugge per la vergogna.
Nel frattempo, nell'oltretomba Ingway incontra la regina Odette e in cambio della sua vita, ottiene dalla regina il potere sugli eserciti dei non morti per combattere contro Odino. Velvet incontra nuovamente il fratello alle rovine e non è per nulla contenta del modo di agire del fratello, né per quanto riguarda Cornelius né per il patto con la regina Odette.
Ingway raggiunge Nebulapolis, dove affronta il signore dei demoni Odino, ma Velvet supplica Ingway di fermarsi, poiché ha capito le intenzioni del fratello: usare l'incantesimo Darkova su sé stesso. Velvet apprende qui la verità assoluta: la grande catastrofe che fece svanire il regno di Valentine a causa dell'attivazione del Calderone, non fu causata da Valentine e dalla sua follia, bensì da Ingway, desideroso di avere l'affetto del padre. Quando poi Odino s'interessò solo del Calderone e non a lui come figlio, Ingway desiderò solo di potersi vendicare.
Ingway usa l'incantesimo Drkova e affronta Velvet in combattimento. L'incantesimo lo logora e Velvet esce vittoriosa dalla battaglia, donando al fratello tornato alle sue sembianze umane, il resto della profezia che la loro madre aveva lasciato loro.
In passato è vero che la principessa Ariel pianse spesso perché i figli non le mostrarono amore, ma le sue lacrime furono di gioia poiché sapeva i figli sarebbero sopravvissuti alla follia del nonno. Prima che l'esercito dei non morti li raggiunga, il principe Cornelius arriva tramite un portale magico e li salva entrambi.
Tornati al villaggio dei pooka, Ingway scompare dalla circolazione e il maestro Krois, prima di spirare consegna a Velvet una pergamena in cui forse è scritto come evitare l'armageddon. Questa suggerisca a Velvet che il Calderone "Non può essere distrutto da spade, lance o frecce, può essere solo incatenato".

### Il libro dell'armageddon
Il capitolo finale comprende la svolta finale di tutti i personaggi che affrontano la tragedia dell'armageddon.
All'inizio del libro Re Valentine raggiunge il Calderone, rimasto attivo dopo l'ultimo conflitto, e con esso si prepara ad accelerare la crescita di Leventhan. Ingway tenta allora di distruggere il Calderone tramutandosi in Darkova ma la maledizione scatena l'ira di Re Gallon, divenuto sovrano incontrastato dell'oltretomba a seguito della morte di Odette; Gallon viene liberato dallo spirito di Beldor, che non è morto dato che l'immortalità è uno degli effetti della maledizione pooka. Lo stregone permette quindi a Gallon di marciare con le sue truppe fuori da Endelphia, e anche Onyx, data l'imminente distruzione di Magmavulcano dovuta al Calderone, si prepara a distruggere Ringford. Nel frattempo i non morti di Re Gallon attaccano Nebulapolis e uccidono tutte le valchirie; Odino, rimasto senza la sua Balor che aveva forgiato proprio nella speranza di evitare una simile catastrofe si rassegna quindi al proprio destino e spira abbracciando lo spirito di Griselda. Solo Gwendolyn, che si trova nel castello di Elrit con Brom e Myris, sopravvive e riceve la visita dello spirito della sorella che le ricorda il suo compito "rovesciare la corona".
A questo punto spetta al giocatore scegliere, in base agli scritti sulla profezia, quali protagonisti dovranno affrontare le cinque catastrofi dell'Armageddon: La Bestia a Sei Occhi (Darkova), Il Signore dei Morti (Re Gallon), la Personificazione del Fuoco (Onyx), Il Calderone e L'Ultimo Drago (Leventhan). Di seguito la versione canonica della storia.
Ingway nella sua forma mostruosa perde il controllo di se stesso e finisce sotto l'influsso di Beldor: gli stregoni avevano infatti formulato un incantesimo per controllare Darkova a seguito della morte di Gallon; secondo la profezia Darkova è La Bestia a sei Occhi che per prima darà inizio all'Armageddon e "nessun umano può sfuggire alla sua sete di sangue", ma per fortuna proprio in quel momento viene raggiunto da Cornelius, sulle rovine di Ringford. il pooka non vorrebbe essere costretto a uccidere il fratello della sua amata ma capisce che ormai non c'è più traccia di lui all'interno di Darkova quindi uccide la bestia dando finalmente la pace a Ingway che rimpiange solo di non poter mantenere la sua promessa di rivedere Mercedes; Velvet giunge sul luogo e Ingway la invita a portare in salvo il principe e fermare il calderone.
A Titania, Gallon uccide suo figlio Re Edmund, ma improvvisamente gli si pone dinanzi Oswald. Il Re dei morti è convinto di avere la vittoria in pugno. Potrebbe essere Oswald "l'ombra del precedente padrone" che secondo la profezia può fermare il signore dei morti (essendo stato vincolato ad Odette per via della Belderiver), ma Gallon è ancora afflitto dalla stessa maledizione usata da Ingway,: può essere sconfitto solo da un guerriero che condivide il suo sangue reale. Tuttavia, incredibilmente il Cavaliere d'Ombra riesce a sconfiggerlo: era infatti Oswald l'erede di cui parlava la profezia. Dopo aver sconfitto Re Gallon, Oswald ricorda le parole di Hindel e rivela al Re dei Morti di essere figlio di Edgar. Prima di svanire, Gallon capisce quindi di essere suo nonno: Edgar era infatti il fratello maggiore di Edmund che fu fatto uccidere per aver sposato una paesana, non prima di aver affidato il figlio a Melvin (questo fa di Cornelius e Oswald cugini).
Mentre l'esercito dei morti batte in ritirata Onyx annienta gli ultimi guerrieri dell'esercito delle fate, bruciando completamente Rignford; Onyx è convinto di essere invincibile perché secondo la profezia dell'Armageddon "solo l'Albero del Mondo può uccidere il Signore del Fuoco", ma tale Albero del Mondo pare solo una leggenda e persino le fate dubitano della sua esistenza. La profezia però dice anche che il fuoco infernale divamperà per tutta la foresta "bruciando intorno al trono" ma lasciando inerme il sovrano, ovvero Mercedes. La giovane regina giunge proprio in quel momento nel suo regno ormai distrutto dove trova il cadavere di Ingway; subito dopo giunge Onyx, con cui ingaggia una lotta. Mercedes riesce a sconfiggere Onyx con sua grande sorpresa, ma pagando con la sua stessa vita. Mentre il demone del fuoco si interroga su come sia stato possibile ciò, la regina delle fate si appresta a ritornare alla terra, ma prima di esalare il suo ultimo respiro, come tutte le altre fate, Mercedes rivela il suo vero nome: Yggdrasil (che nella lingua nordica significa appunto Albero del Mondo).
Nel frattempo Velvet, dopo aver recuperato Cornelius, stremato per lo scontro con Ingway, si appresta a fermare il Calderone; ella infatti ha sempre saputo che sarebbe toccato a lei fermare la macchina, cosa che aveva intuito anche Krois, Velvet è infatti l'unica discendente dall'antica stirpe Ventiniana a possedere un'arma Psypher a catena con la quale potrà fermare il Calderone che "non può essere distrutto ma solo incatenato". La strega riesce quindi a incatenare il calderone ritrovandosi però alla mercé di Re Valentine che però esita a ucciderla riconoscendo in lei il volto di Ariel. Ma anche se il Calderone è stato fermato la crescita di Levnthan è ormai completata e il drago, lungo migliaia di kilometri si prepara a distruggere Erion per sempre.
Nessuno ha mai compreso i versi delle profezia riguardanti il drago che recitano "nato nel caos e nel fuoco, dorme tra le braccia materne". Alla fine si rivela essere Gwendolyn la prescelta per annientarlo. Si riferisce infatti a lei l'ultima parte della profezia secondo la quale lei e Oswald sono destinati a essere i progenitori del nuovo mondo, come specificato nei salmi di Gallon che raccontano di "due Signori senza corona, che sopravivveranno all'Armageddon e daranno il via alla rinascita". La battaglia è ardua ma alla fine Gwendolyn riesce a sconfiggere Leventhan trafiggendolo con la sua Psypher e rovesciando la corona di Valentine dalla sua testa. Lo sforzo è tale da far perdere le ali alla valchiria che precipita pronta a riabbracciare il padre e la sorella.

### Le Ruote del destino - Finale
Dopo aver letto tutti i sei libri delle cronache di Erion Alice è delusa, convinta che tutti i protagonisti siano morti, ma nota sulla copertina del libro dell'Armageddon una delle monete di Valentine che i pooka stavano cercando. La bambina viene poi richiamata da sua madre e non si accorge di Cornelius e un'altra pooka che entrano nella soffitta per recuperare la moneta, lasciando indietro l'ultimo libro che rivela così il finale della storia. Gwendolyn viene salvata in extremis da Oswald prima di cadere verso morte certa: Il Cavaliere d'Ombra conduce la sua amata nei pressi del Calderone e collassa sotto gli occhi di Velvet. La strega scopre che la sorella è ancora viva e che porta al dito l'anello Titrell; Velvet dunque usa il potere dell'anello per fondere le armi Psypher dei due amanti con la sua e quella di Cornelius, liberando tutti i fozoni contenuti al loro interno, e così facendo interrompe l'Armageddon, ma a causa di un incantesimo di protezione aggiunto da Re Valentine, viene maledetta e tramutata in un pooka. Oswald e Gwendolyn nel frattempo si risvegliano appena in tempo per assistere alla rinascita di Erion: ora toccherà a loro ridonare vita al nuovo mondo. In un filmato segreto dopo i titoli di coda vediamo che millenni dopo Cornelius e Velvet hanno completato finalmente la raccolta delle monete grazie all'ultima che si trovava nella soffitta di Alice (forse una lontana discendente di Oswald e Gwendolyn) e a loro appare lo spirito di Re Valentine, prima che venisse corrotto, il quale concede ai due un solo desiderio: i due chiedono che la maledizione dei pooka finisca e tornano finalmente umani.

## Accoglienza
La rivista Play Generation lo classificò come il quarto miglior gioco di ruolo del 2008.